# Roofensee
Der Roofensee (auch Menzer See) liegt im Landkreis Oberhavel im Norden Brandenburgs, knapp 6 km von der Landesgrenze zu Mecklenburg-Vorpommern entfernt. Er bedeckt mit seiner langgestreckten Form in Nordwest-Südost-Richtung eine Fläche von 0,56 km² und ist bis zu 19 m tief. Der Roofensee ist Teil des Naturschutzgebiets Stechlin. Er liegt auf dem Gebiet der Gemeinde Stechlin und grenzt mit seinem südöstlichen Ende an den Ortsteil Menz.
Um den See führt ein 6 km langer Rundweg. Über einen Teil dieses Weges verläuft auch der mit 12 km doppelt so lange Moorerlebnispfad, der darüber hinaus in das den See umgebende Waldgebiet führt. Er enthält fünf zum Teil behindertengerecht angelegte Stationen, von denen ein Teil 2007 fertiggestellt wurde. In seiner Gesamtheit wurde der Moorerlebnispfad am 26. Juni 2008 eröffnet.
Der Roofensee ist über den Polzowkanal mit weiteren Gewässern verbunden, im Osten mit dem Kleinen und Großen Wentowsee und im Anschluss mit der Havel, im Westen mit dem Nehmitzsee und folgend dem Großen Stechlinsee.
Der See wird 1530 („mit dem Sehe die Roue genant“) erstmals schriftlich genannt. Der Name leitet sich vom polabischen *Rov „langer grabenförmiger See“ ab.